# Aneta Malinová
Aneta Malinová (* 14. Juni 1993 in Pilsen) ist eine tschechische Fußballspielerin und ehemalige A-Nationalspielerin.

## Karriere

### Vereine
Malinová spielte im Seniorinnenbereich für beide Hauptstadtvereine in der I. liga žen, der höchsten Spielklasse im tschechischen Frauenfußball. Von 2009 bis 2013 war sie für die Frauenfußballmannschaft von Sparta Prag aktiv, mit der sie 2010 die Meisterschaft und anschließend dreimal in Folge das Double (Meisterschaft und Vereinspokal) gewann. Anschließend und bis Saisonende 2017 spielte sie für den Stadtrivalen und Ligakonkurrenten, der Frauenfußballmannschaft von Slavia Prag, mit der sie zweimal den Meistertitel errang und einmal den nationalen Vereinspokal. In ihrer ersten Saison kam sie vom 24. August 2013 bis zum 16. März 2014 in elf Punktspielen zum Einsatz, in denen ihr ein Tor gelang.
Aufgrund der zahlreich errungenen Meisterschaften nahm sie mit beiden Mannschaften auch ab der Saison 2009/10 am Wettbewerb der Champions League teil. Mit Sparta Prag war sie viermal in Folge in diesem Wettbewerb vertreten und bestritt insgesamt acht Spiele und mit Slavia Prag zweimal in Folge und wurde sechsmal berücksichtigt. Mit dem Erreichen des Viertelfinales 2015/16 (1:9 und 0:0 vs. Olympique Lyon) kam sie am weitesten. Über ihren weiteren Verlauf ab Juli 2017 ist nichts bekannt. 

### Nationalmannschaft
Malinová debütierte als Nationalspielerin für den FAČR in der U17-Nationalmannschaft, für die sie vom 30. März 2008 bis zum 12. Oktober 2009 in insgesamt sieben (2008; 4, 2009; 3) altersbezogenen EM-Qualifikationsspielen und 2009 in drei in Freundschaft ausgetragenen Länderspielen wirkte. In der Begegnung mit der U17-Nationalmannschaft Litauens, die am 9. Oktober 2009 in Kaunas mit 18:0 bezwungen wurde, erzielte sie mit dem Treffer zum 11:0 in der 52. Minute ihr erstes Länderspieltor.
Vom 27. März 2010 bis zum 5. April 2012 bestritt sie 13 Länderspiele für die U19-Nationalmannschaft, davon drei  Freundschaftsspiele (2:1 vs. Österreich am 3. August 2010 in Třeboň, 2:0 und 2:2 vs. Schweiz am 2. und 4. März 2012 jeweils in Geroldswil) und zehn (3 2010, 4  2011, 3 2012) EM-Qualifikationsspiele. In der Begegnung mit der U19-Nationalmannschaft Estlands, die am 19. September 2011 mit 6:1 bezwungen wurde, erzielte sie mit dem Treffer zum 3:1 in der 68. Minute ihr erstes Länderspieltor in dieser Altersklasse.
Die Anzahl an Länderspielen wurde mit 15 für die A-Nationalmannschaft in den Jahren 2012 bis 2015 übertroffen. Ihr Debüt erfolgte am 19. September 2012 in Jerewan beim 2:0-Sieg über die Nationalmannschaft Armeniens im letzten  Spiel der EM-Qualifikationsgruppe 7 und währte 45 Minuten lang in der ersten Halbzeit.
Im Spieljahr 2013 bestritt sie mit acht Länderspielen die meisten. Mit der Mannschaft nahm sie am Turnier um den Slavic Cup 2013 auf der kroatischen Halbinsel Istrien teil, bestritt beide Spiele der Gruppe B und abschließend das Finale am 11. März in Rovinj, dass jedoch gegen die Nationalmannschaft Russlands mit 2:4 verloren wurde – wenn auch erst im Elfmeterschießen. Im Turnier um den Balaton-Cup wurde sie in zwei Spielen eingesetzt (1:4 vs. Polen und 3:1 vs. Ungarn am 20. und 22. August jeweils in Balatonfüred) und belegte unter vier teilnehmenden Mannschaften den dritten Platz. Nach einem weiteren Freundschaftsspiel am 20. September in Bondoufle, wo man der Nationalmannschaft Frankreichs unterlegen war, folgten ihre ersten beiden WM-Qualifikationsspiele. Nach dem ersten und dritten Spiel in der Gruppe 2 wurde sie im Spieljahr 2014 auch im siebten, achten und neunten Spiel eingesetzt, wie auch im Freundschaftsspiel gegen die Nationalmannschaft Polens (1:1 am 28. Oktober in Náchod). Mit dem dritten Spiel der Gruppe C (0:1 vs. Südafrika am 9. März) und dem Spiel um Platz 5 (2:6 vs. Australien am 11. März; jeweils in Paralimni) kam sie in zwei Spielen im Turnier um den Zypern-Cup 2015 zum Einsatz.

## Erfolge
- Slavic-Cup Finalist 2013
- Dritter Balaton-Cup 2013

Slavia Prag
- Tschechischer Meister 2015, 2016
- Tschechischer Pokal-Sieger 2016

Sparta Prag
- Tschechischer Meister 2010, 2011, 2012, 2013
- Tschechischer Pokal-Sieger 2011, 2012, 2013

## Sonstiges
Malinová nahm an der vom 2. bis zum 10. Juli 2015 im südkoreanischen Gwangju ausgetragenen Sommer-Universiade teil. Im Fußballturnier bestritt sie drei Gruppenspiele (1:3 vs. Südkorea, 5:1 vs. Irland (Tor zum 4:0 in der 51. Minute), 1:1 vs. Chinesisch Taipeh) sowie das mit 1:2 verlorene Viertelfinale gegen Kanada und das mit 0:1 verlorene Spiel (um die Plätze 5 bis 8) gegen Brasilien. (Siehe 5. Weblink!)